# العلاقات البريطانية القرغيزستانية
العلاقات البريطانية القيرغيزستانية هي العلاقات الثنائية التي تجمع بين المملكة المتحدة وقيرغيزستان.

## مقارنة بين البلدين
هذه مقارنة عامة ومرجعية للدولتين:
| وجه المقارنة                                              | المملكة المتحدة                 | قيرغيزستان                      |
| --------------------------------------------------------- | ------------------------------- | ------------------------------- |
| المساحة (كم2)                                             | 242.50 ألف                      | 199.95 ألف                      |
| عدد السكان (نسمة)                                         | 66.02 مليون                     | 6.20 مليون                      |
| الكثافة السكانية (ن./كم²)                                 | 272.25                          | 31.01                           |
| العاصمة                                                   | لندن                            | بيشكك                           |
| اللغة الرسمية                                             | لغة إنجليزية، اللغة الويلزية    | اللغة الروسية، اللغة القيرغيزية |
| العملة                                                    | جنيه إسترليني                   | سوم قيرغيزستاني                 |
| الناتج المحلي الإجمالي (بليون دولار)                      | 2.62 تريليون                    | 7.56 مليار                      |
| الناتج المحلي الإجمالي (تعادل القوة الشرائية) بليون دولار | 2.72 تريليون                    | 20.45 مليار                     |
| الناتج المحلي الإجمالي الاسمي للفرد دولار أمريكي          | 43.88 ألف                       | 1.10 ألف                        |
| الناتج المحلي الإجمالي للفرد دولار أمريكي                 | 40.23 ألف                       |                                 |
| مؤشر التنمية البشرية                                      | 0.907                           | 0.655                           |
| رمز المكالمات الدولي                                      | +44                             | +996                            |
| رمز الإنترنت                                              | .uk، .gb                        | .kg                             |
| المنطقة الزمنية                                           | توقيت غرينيتش، توقيت غرب أوروبا | ت ع م+06:00                     |

## منظمات دولية مشتركة
يشترك البلدان في عضوية مجموعة من المنظمات الدولية، منها:
| علم المنظمة | اسم المنظمة                        | تاريخ انضمام المملكة المتحدة | تاريخ انضمام قيرغيزستان |
| ----------- | ---------------------------------- | ---------------------------- | ----------------------- |
|             | بنك التنمية الآسيوي                | 1966                         | 1994                    |
|             | مؤسسة التنمية الدولية              | 24 سبتمبر 1960               | 24 سبتمبر 1992          |
|             | يونسكو                             | 4 نوفمبر 1946                | 2 يونيو 1992            |
|             | وكالة ضمان الاستثمار متعدد الأطراف | 12 أبريل 1988                | 21 سبتمبر 1993          |
|             | الأمم المتحدة                      | 24 أكتوبر 1945               | 2 مارس 1992             |
|             | الاتحاد البريدي العالمي            | ?                            | ?                       |
|             | البنك الدولي للإنشاء والتعمير      | 27 ديسمبر 1945               | 18 سبتمبر 1992          |
|             | اتفاقية السماوات المفتوحة          | ?                            | ?                       |
|             | الاتحاد الدولي للاتصالات           | 24 فبراير 1871               | 20 يناير 1994           |
|             | منظمة حظر الأسلحة الكيميائية       | ?                            | ?                       |
|             | مؤسسة التمويل الدولية              | 20 يوليو 1956                | 11 فبراير 1993          |
|             | منظمة التجارة العالمية             | 1995                         | ?                       |
|             | منظمة الشرطة الجنائية الدولية      | ?                            | ?                       |
|             | منظمة الأمن والتعاون في أوروبا     | 25 يونيو 1973                | 30 يناير 1992           |

## أعلام
هذه قائمة لبعض الشخصيات التي تربطها علاقات بالبلدين:
- روزا أوتونباييفا (23 أغسطس 1950 – )

## وصلات خارجية
- موقع وزارة الخارجية البريطانية
- موقع وزارة الخارجية القيرغيزستانية